# Henri Linder
Pour les articles homonymes, voir Linder.
Henri Eugène Benjamin Linder (1859-1945) est un général de division français, dont le nom est associé à la Première Guerre mondiale.

## Biographie
Né à Toulon (Var) le 1er janvier 1859, Henri Linder est le fils d'Oscar Linder, inspecteur général des mines qui fut directeur des études à l'École polytechnique. Henri Linder intègre lui-même l'École polytechnique le 1er octobre 1879, puis devient élève à l'École d'application de Fontainebleau.
En 1910 il est directeur du génie à Amiens avec le grade de colonel. Général de brigade le 21 mai 1914, il est nommé au Comité d'état-major. Le 9 décembre 1914 il est placé à la tête d'une brigade d'infanterie. Il commande par intérim une division en 1916. Il est promu général de division le 31 décembre 1917 et maintenu dans son commandement. Le 24 mars 1917 il est placé à la tête du 13e Corps d'Armée.
Le général Linder est titulaire de trois citations à l'ordre de l'armée. Il est aussi Commandeur de la Légion d'honneur à la date du 20 septembre 1917.